# Crotalaria lathyroides
Crotalaria lathyroides är en ärtväxtart som beskrevs av Jean Baptiste Antoine Guillemin och Perr.. Crotalaria lathyroides ingår i släktet sunnhampor, och familjen ärtväxter. Inga underarter finns listade i Catalogue of Life.